# Carex hageri
Carex hageri är en halvgräsart som beskrevs av Eugen Baumann. Carex hageri ingår i släktet starrar, och familjen halvgräs. Inga underarter finns listade i Catalogue of Life.